# Vendetta e redenzione
Vendetta e redenzione (Swelter) è un film del 2014 diretto da Keith Parmer.
Pellicola thriller d'azione statunitense con soggetto e sceneggiatura dello stesso regista Parmer.

## Trama
A Las Vegas, cinque uomini (denominati il Rat Pack perché indossano maschere raffiguranti Frank Sinatra e i suoi amici) derubano il casinò Luxor e scappano con un bottino di dieci milioni di dollari; nella fuga, quattro sono catturati per un motivo o un altro, mentre il quinto riceve un colpo in testa e viene dato per morto dai complici; tuttavia il denaro non viene recuperato.
Dieci anni dopo il leader della banda Cole viene fatto evadere dagli altri tre sopravvissuti, Stillman, Boyd e Kane (fratellastro di Cole); il Rat Pack si mette alla ricerca del denaro, e scopre da un meccanico troppo chiacchierone che il quinto uomo potrebbe essere sopravvissuto e scappato col bottino, e arrivò da qualche parte nel deserto ancora ferito dove un medico lo trovò e curò; i quattro riescono a rintracciare il medico in una piccola città, Baker. Qui trovano il dottore, Doc, in un bar, e parlando con lui ed altri clienti, vengono a sapere che dieci anni fa arrivò misteriosamente in città l’attuale sceriffo; decidono di provocare una rissa per attirarlo; al suo arrivo si trovano di fronte Pike, l’ex complice dato per morto che riuscì a scappare col bottino; Pike si fa chiamare Gabriel Bishop e dice di soffrire di amnesia ed emicranie perché ha ancora frammenti di proiettile nella testa che non si possono estrarre. Cole salva la vita di Bishop durante la rissa, e lo sceriffo scaccia dal paese una banda di motociclisti.
Kane e Boyd propongono di radere il paese per cercare il bottino; Stillman si oppone, e Kane risponde che si è intenerito; Cole riesce a calmare gli animi e sceglie invece di sondare Bishop, per capire quanto ricorda; lo incontra alla tavola calda e butta qua e là indizi sul suo passato, compresa una moneta che tira per vedere che faccia esce invitando l’altro a scommettere, ma Bishop sostiene che un uomo fa come vuole indipendentemente dal risultato: la risposta gli salva la vita perché Cole aveva puntato la pistola da sotto il tavolo; il rapinatore lascia andare lo sceriffo.
Bishop intanto ha problemi personali con London, la figlia ribelle della sua compagna Carmen, che aveva avuto una storia con Cole prima di troncare e andarsene altrove, finendo proprio a Baker. Cole vorrebbe ricominciare con lei, ma la donna rifiuta senza esitare.
In seguito Boyd ferisce a morte Doc mentre fa ricerche su Bishop, e quando lo sceriffo interviene il dottore morente gli rivela che fu lui a salvarlo e lo curò con l’aiuto di Carmen; dalle note che il dottore ha conservato, Bishop apprende frammenti del suo passato e comincia ad avere dei flash, ma non ricorda ancora dov’è il denaro. Boyd e Kane non vogliono più aspettare e iniziano a seminare guai in città; Kane rimorchia London che aveva appena litigato con il suo ragazzo, ma quando lei rifiuta di fare sesso lui la stupra; alla tavola calda Boyd ci prova con una cameriera che interessa al vicesceriffo, e quando questo interviene lo sfida ad una gara a chi estrae più in fretta; il vice, vincitore di una competizione per tiratore scelto, accetta ma perde, però Bishop è più veloce e lo uccide.
Stillman affronta Kane per avere stuprato una minorenne e viene ucciso da Kane. Bishop e Cole si incontrano alla chiesa, e qui Cole spiega agli abitanti che ha reclutato i motociclisti per rimpiazzare gli uomini morti, poi rivela il passato di Bishop dando alla popolazione tempo fino all’alba per trovare il denaro della rapina. Cole prende London in ostaggio alla tavola calda.
Disarmato e privo di aiuto da parte della cittadinanza, Bishop sta per arrendersi quando Carmen gli rivela che lei sapeva del suo passato e lo ha accettato comunque nella sua vita, e gli dà la vecchia pistola che aveva con sé all’epoca; lo sceriffo va ad affrontare i suoi vecchi complici alla tavola calda, dove Kane usa London come scudo umano; ma il gesto viene condannato da tutti, compresi i motociclisti, che se ne vanno, e lo stesso Cole che gli spara, sorprendendo perfino Bishop (che ignora ancora la storia tra Cole e Carmen); Cole fa per andarsene, ma Bishop ricorda che devono chiudere i loro conti.
I due si affrontano, e Bishop vince uccidendo Cole; consapevole di essere finito lì, decide di darsi alla fuga ma i cittadini si offrono di coprirlo; Bishop decide di restare, e mentre torna a casa con Carmen e London, la telecamera sale inquadrando un vecchio serbatoio d’acqua aperto, dentro cui c’è il sacco con i dieci milioni di dollari.

## Produzione
La produzione del film è stato finanziata da Exchange Peaks Film, le cui riprese iniziarono nel mese d'aprile 2013.

## Distribuzione
Il film è stato distribuito direttamente in DVD negli Stati Uniti d'America il 12 agosto del 2014. In Italia è stato distribuito direttamente per il mercato home video.